# Pseudocheilinops ataenia
Pseudocheilinops ataenia là loài cá biển duy nhất thuộc chi Pseudocheilinops trong họ Cá bàng chài. Loài cá này được mô tả lần đầu tiên vào năm 1960.

## Từ nguyên
Danh pháp của chi, pseudocheilinops, trong tiếng Hy Lạp có nghĩa là "có diện mạo như Pseudocheilinus". Tính từ định danh của loài cá này, ataenia, trong tiếng Hy Lạp có nghĩa là "không có dải, sọc" (a: "không có"; taenia: "dải ruy băng"), hàm ý đề cập đến việc chúng không có các vệt sọc màu sẫm ở thân trên như Pseudocheilinus.

## Phạm vi phân bố và môi trường sống
P. ataenia có phạm vi phân bố ở Tây Thái Bình Dương. Loài cá này được tìm thấy tại Palau và trên khắp vùng tam giác San Hô, từ Philippines trải rộng về phía nam đến các đảo thuộc phía đông Indonesia, Papua New Guinea và quần đảo Solomon.
P. ataenia sống gần những rạn san hô Anacropora ở vùng nước lặng gần bờ, độ sâu khoảng từ 5 đến ít nhất là 25 m.

## Mô tả
Chiều dài cơ thể tối đa được ghi nhận ở P. ataenia là 6,5 cm, nhưng thường được quan sát với kích thước nhỏ hơn nhiều. Vì kích thước khá nhỏ nên P. ataenia thường không được chú ý tới.
Cơ thể của P. ataenia có màu nâu hồng với các dải sọc ngang màu vàng cam ở hai bên thân. Vây bụng có màu trắng xanh với một đốm đen lớn nổi bật. Các vây còn lại trong mờ, có màu vàng nhạt. Mống mắt màu vàng cam sẫm.
Số gai ở vây lưng: 9; Số tia vây mềm ở vây lưng: 11; Số gai ở vây hậu môn: 3; Số tia vây mềm ở vây hậu môn: 9.

## Sinh thái
P. ataenia thường hợp thành từng nhóm nhỏ và kiếm ăn giữa các mảng rong san hô. Thức ăn của P. ataenia là những loài thủy sinh không xương sống.
P. ataenia là loài có tính cảnh giác, luôn ẩn nấp hoặc ở gần nơi trú ẩn của chúng.